# 슈팅 바쿠간
『슈팅 바쿠간』(일본어: 爆丸バトルブローラーズ, 영어: Bakugan Battle Brawlers)는 일본의 세가 토이즈와 스핀 마스터가 발매한 남아용 완구·바쿠간(→#완구를 참조)을 원안으로 한 TV 애니메이션.

## 개요
현재 일본 내에서는 3편의 애니메이션 시리즈가, 북미에서는 4편의 시리즈까지 방영되고 있다.이하, 특필이 없는 경우는 원칙적으로 일본 국내의 방송내용을 바탕으로 개요·해설한다.일본에서는 제3 시리즈까지 일관해서 TV 도쿄계열(이하, TXN)에서 방송되고 있지만, 일부 타민방 넷국에도 지연 넷 방송되고 있다. 한국에서는 재능TV를 통해 2007년 8월 27일부터 <슈팅 바쿠간>이라는 제목으로 방영되었다.
당초, 제1시리즈는 일본 국내를 중심으로 한 상품 전개와 연동해 방송했지만, 완구는 예상했던 만큼은 히트 하지 않고, 방송 종료와 거의 동시에 국내에서의 전개는 종식. 그 후 북미에서 방송되었을 때 인기 프로가 되어 바쿠간 완구도 상승적으로 팔려 나갔고, 그 후 유럽 등 세계 각국에서 히트했다. 이 이후, 폭환의 상품전개는 전세계(특히 북미)를 겨냥한 전략이 취해지고, 일본에서의 상품전개가 재시동된 후에도 애니메이션의 속편시리즈는 북미 선행으로 방송되게 되었다. 다만, 애니메이션의 핵심 스탭은 계속해 일본을 거점으로 계속 만들고 있다.

## 시리즈 목록
『슈팅 바쿠간』
영문제목 : BAKUGAN BATTLE BRAWLERS. 애니메이션 제1시리즈. 이하 「(제)1기」. 총52화(일본에서의 본방송 시에는 제40화가 미방송). 2007년 4월 5일부터 2008년 3월 27일까지 TXN에서 매주 목요일 저녁 17시 30분(JST. 이하도 마찬가지) 범위(애니메이션 530개 범위), 2007년 4월 11일부터 BS 재팬에서 방송되었다. 지상 디지털 방송에서는 16:9 풀 사이즈 방송, 자막 방송 실시(이후의 시리즈도 같은 사양으로 방송).
『슈팅 바쿠간 2』
영문제목 : BAKUGAN BATLE BRAWLERS : NEW VESTROIA. 애니메이션 제2시리즈. 이하 「(제)2기」. 총 52부작으로 해외에서 인기를 얻어 2009년 북미 선행으로 제작·방송되었다. 일본에서는 2010년 3월 2일부터 2011년 3월 5일까지 애니메이션 본편이 TXN 외계열 외 방송국 25국에서 방송되었다.  당초 매주 화요일 19시 00분에 방송을 시작했으나 2010년 10월부터는 토요일 10시 30분에 이동해 방송했다.  토요일로의 이동 후에는, 일찌기 1기 본방송범위였던 매주 목요일 17시 30분범위로 리피트 방송도 행해지고 있었다(TXN만. 2기 종료와 동시에 종료).
『슈팅 바쿠간 BG』
영문제목 : BAKUGAN BATTLE BRAWLERS : GUNDALIAN INVADERS. 애니메이션 제 3 시리즈.이하 「(제)3기」. 북미에서 2010년 3월부터 2011년 1월까지 방송됐다. 일본에서는 2011년 4월 3일부터 2012년 1월 29일까지 TXN외에서 방송. 이번 시리즈에서 방송 요일이 매주 일요일 9시 00분으로 변경된다. 이차원세계에서의 바쿠간전쟁을 주축으로, 제2시즌 종반에 붙여진 복선적인 수수께끼도 밝혀져 가지만, 이야기의 길이로서는 상기 2작품과 달리 1쿨 짧다.
『슈팅 바쿠간 서바이벌 포스』
영문제목 : BAKUGAN BATLE BRAWLERS : MECHTANIUM SURGE. 애니메이션 제 4시리즈. 이하 「(제)4기」. 북미에서는 3시즌에 이어 4시즌이 2011년 2월부터 2012년 1월까지 방송됐다. 한국과 일본 미방송
『폭 TECH! 바쿠간』/『폭 TECH! 바쿠간 가치』
2012년, 2013년에 애니메이션화.
『바쿠간 배틀 플래닛』
2019년에 완구 전개 및 애니메이션화.
『바쿠간 아머드 얼라이언스』
2020년 애니메이션 제2기Web 전달.
『바쿠간 지오간 라이징』
2021년 애니메이션 제3기Web 전달.
극장영화판(미정)
2010년에 유니버설 스튜디오에 의한 할리우드에서의 「바쿠간」영화화가 보도되었지만, 애니메이션인지 아닌지를 포함해 자세한 것은 불명.

## 스토리
제1기
어느 날 전 세계에 불가사의한 카드가 나타났다. 그리고 돌연, 카드로부터 차례차례로 몬스터로 변형하는 공이 튀어나와, 배틀을 시작했다. 아이들은 인터넷상에 전용 홈페이지를 만들어, 그 공을 「바쿠간」이라고 이름 붙여 폭환끼리를 싸우게 하는 「폭환 배틀」에 열중해 갔다. 아이들의 중심이 되어 배틀의 공식 룰을 만든 것이, 주인공·단오(쿠소 단마) 등 「배틀 브롤러즈」다.  그리고 지금, 세계 각지에 말하는 바쿠간이 나타나기 시작했고, 단오의 밑에도 말하는 바쿠간·드래고가 나타났다.
제2기
격투 끝에 단오들 배틀 브롤러즈는 그들의 세계와 바쿠간의 세계 원더레볼루션을 함께 구했지만 평화는 잠깐에 불과했다. 어느 날 원더레볼루션이 다른 세계로부터의 침략자·베스터의 습격을 받아 바쿠간들은 사로잡힌 몸이 되어 버린다. 단오는 드래고와 함께 협력자·바쿠간 디펜더등의 지원을 받아 새로운 싸움에 투신해 간다.
제3기
HEX 그리고 베스타 국왕 제노헬드의 야망을 꺾어 다시 원더레볼루션을 구한 댄들은 자신들의 세계로 돌아가 각자의 일상을 보내고 있었다. 어느 날 단오의 동료인 마루쵸가 지휘를 맡아 개발하던 가상 배틀 시스템 바쿠간 인터스페이스에 갑자기 두 개의 다른 세계 간달디아와 로테르디아에서 온 사자가 나타난다.  그들은 오랜 기간 무역을 하며 서로 다투는 숙적들 사이였는데, 어떤 사건에서 바쿠간과 바쿠간 배틀러의 존재를 알고 서로의 세력에 포섭하려 했던 것이다. 단오는 바쿠간을 전쟁의 도구로 삼는 둘을 모두 용서하지 못하고 전쟁을 멈추기 위해 동료들과 함께 행동을 개시했다.  그러나 뜨거운 격돌은, 머지않아 배틀의 영역을 넘어 「바쿠간 전쟁」이라고 해야 할 초대전이 되어 간다.

## 바쿠간
'바쿠간'은 '바쿠간(爆丸)'이라 불리는 둥근 모양의 완구와 게이트 카드라 불리는 카드가 결합된 게임이다. 애니메이션에서는 바쿠간 플레이어인 주인공 소년 단마(국내명:단오)가 세상을 구하기 위해 친구들과 함께 배틀을 벌여나가는 것을 큰 줄거리로 삼고 있다.

## 등장인물

### 슈팅 바쿠간

#### 브롤러즈

##### 고정
- 쿠소 단마 (단오)  일본어성우 : 코바야시 유우, 한국어성우 : 양정화
- 마루쿠라 쵸지 (마루쵸) 일본어성우 : 히로하시 료, 한국어성우 : 정선혜
- 카자미 슌 일본어성우 : 스즈키 치히로, 한국어성우 : 홍범기

##### 1기
- 미사키 르노 일본어성우 : 센다이 에리, 한국어성우 : 이용신
- 줄리 헤이워드 일본어성우 : 미즈노 리사, 한국어성우 : 조현정
- 아리스 게하비치 일본어성우 : 노토 마미코, 한국어성우 : 이소영
- 조 오사무 일본어성우 : 호시 소이치로, 한국어성우 : 류승곤

##### 2기
- 미라 페르민 일본어성우 : 유키노 리사, 한국어성우 : 여민정, 영어성우 : 앨리슨 코트
- 바론 리치 일본어성우 : 쿠보타 류이치, 한국어성우 : 이호산, 영어성우 : 캐머론 케네디
- 에즈 그리트 (에이스) 일본어성우 : 타쿠미 야스아키, 한국어성우 : 신용우, 영어성우 : 알렉스 하우스

##### 4기
- 파메라 영어성우 : 아니크 오본사윈
- 라르프 영어성우 : 앤드루 크래이그

#### 악역

##### 1기
- 마스카레이드 (카이저)
- 하르게
- 나가 (네거)

##### 2기

###### HEX
- 스펙트라 팬텀
- 거스 그라브
- 밀렌느 파로우
- 쉐도우 프로브
- 볼트 러스터
- 린크 볼란
- 킹 제노헤드 4세
- 프린스 하이드론
- 클레이 페르민

##### 3기
- 바리오듀스 황제
- 기르
- 나자크
- 스코티아
- 에어젤
- 카자리나

##### 4기
- 셀론
- 아누비어스
- 메그밀
- 엑소더스

#### 바쿠간몬스터

##### 1기
- 드래고노이드
- 타이그리스
- 프레데터
- 안젤로 & 디아블로
- 골렘
- 피닉스
- 히드라
- 게리슨
- 루시퍼
- 슈레더
- 사우러스
- 서펜트
- 저거노트
- 랩터
- 스콜피온
- 레이저맨
- 센티피드
- 그리폰

##### 2기
- 샤이먼
- 엘핀
- 윌더
- 잉그램
- 퍼시벌
- 헬리오스
- 브론테스
- 베가
- 발칸
- 파브로스
- 골리앗테스
- 마쿠바스
- 드리어드
- 알타일
- 하데스
- 맥스파이더

### 바쿠간 배틀 플래닛/바쿠간 배틀 바쿠기어

#### 주요 등장인물
- 단 쿠조/류단
  - 성우: 타카하시 리에/이새벽(투니버스)
- 윈튼 스타일즈/윈튼
  - 성우: 후쿠시마 준/이경태(투니버스)
- 리아 베네거스/리아
  - 성우: 아카사키 치나츠/정혜원(투니버스)
- 슌 카자미/준 카이트
  - 성우: 우치야마 유미/박리나(투니버스)
- 라이트닝
  - 성우: 카네다 아키/강성우(투니버스)
- 차이나 리오트/샤이나
  - 성우: 시바타 메이/이재현(투니버스)
  - 성우: 카지카와 쇼헤이/강호철

#### 주요 바쿠간들
- 드래곤노이드(단 쿠소/류단의 바쿠간)
  - 성우: 타케우치 슌스케/시영준(투니버스)
- 티렉스(윈튼의 바쿠간)
  - 성우: 호리에 슌/이상호
- 페가트릭스(리아의 바쿠간)
  - 성우: 나즈카 카오리/여민정
- 하이드로스(슌/준의 바쿠간)
  - 성우: 이치카와 아오이/한신
- 맥스타우라(차이나/샤이나의 바쿠간)
  - 성우: ?/???
- 하울커(라이트닝의 바쿠간)
  - 성우: 칸바라 다이치/김기흥

#### 그 밖의 등장인물(한국판, 바쿠간 배틀 플래닛)
- 박성태: 에이
- 권창욱: 스트라타
- 은영선: 파라비온
- 김영찬: 고티온, 듀란 아빠
- 김기흥: 단 아빠
- 김장: 벤튼
- 김선혜: 베로니카(리아 엄마)
- 유영: 매기, 디
- 홍승효: 젠킨스, 씨, 팬독스, 윈튼 아빠, 바이스록스
- 임채헌: 신디우스
- 홍범기: 마르코, 아튜린
- 양정화: 피오나
- 김현지: 클라비
- 소정환: 베어
- 김다올: 비, 유우, 병사1, 코다
- 남도형: 레이
- 류승곤: 루피세온, 리아 아빠
- 민응식: 트립 대령
- 김채하: 노빌리어스
- 정유미: 듀란 딘
- 여윤미: 듀란 엄마
- 김가령: 에밀리
- 현경수: 샤르고 로닌
- 권성혁: 토니
- 여민정: 윈튼 엄마
- 정승욱: 아인 카이트(준 아빠)
- 김현심: 크린
- 이소은: 파이드로스
- 최낙윤: 티코
- 김기철: 커브, 키노 할아버지
- 서윤선: 페이드 닌자
- 정재헌: 마일스 카이트
- 김서영: 라이트닝 마음속
- 손종환: 타토니엄, 그롬
- 윤동기: 키리온
- 이재현: 키노
- 김영은: 브라켄
- 최석필: 캐러스
- 송준석: 타리노
- 박시윤: 맥스
- 강성우: 이, 모우
- 강새봄: 맥, 단 엄마, 브롤러1, 윈튼 여동생
- 김도희: 보비, 케리, 윈튼 남동생

#### 그 밖의 등장인물(한국판, 바쿠간 배틀 바쿠기어)
- 김신우: 에이든
- 송하림: 패롤
- 석승훈: 스톰

## 방영 목록

### 1기 배틀 브롤러즈 (2007~2008)
| 회차      | 원제                             | 한국판 제목                | 방영일           |
| --------- | -------------------------------- | -------------------------- | ---------------- |
| 1화       | 龍の戦士                         | 용의 전사                  | 2007년 4월 5일   |
| 2화       | 嵐を呼ぶ男                       | 폭풍을 부르는 사나이       | 2007년 4월 11일  |
| 3화       | 勝手にしやがれ                   | 네 멋대로 해!              | 2007년 4월 18일  |
| 4화       | 赤い絆                           | 우리는 운명                | 2007년 4월 25일  |
| 5화       | 憎いあンちくしょう               | 르노의 배틀                | 2007년 5월 3일   |
| 6화       | タイガー&ドラゴン                | 타이거와 드래곤            | 2007년 5월 10일  |
| 7화       | カメレオンアーミー               | 카멜레온 바쿠간            | 2007년 5월 17일  |
| 8화       | 美・サイレント                   | 베스트 로이어!             | 2007년 5월 24일  |
| 9화       | 愛という名のもとに               | 아리스의 방문              | 2007년 5월 31일  |
| 10화      | 同じ月を見ていた                 | 줄리의 파트너              | 2007년 6월 7일   |
| 11화      | 風の中の少年                     | 바람속의 소년              | 2007년 6월 14일  |
| 12화      | 時間よ止まれ                     | 시간이어 멈춰라!           | 2007년 6월 21일  |
| 13화      | 情熱の嵐                         | 정열의 폭풍                | 2007년 6월 28일  |
| 14화      | 真夏の夜の夢                     | 한여름 밤의 꿈             | 2007년 7월 5일   |
| 15화      | ハッとして!GOOD                  | 바쿠간 계곡의 비밀         | 2007년 7월 12일  |
| 16화      | ガッツだぜ!!                     | 계곡에서의 결투!           | 2007년 7월 19일  |
| 17화      | 君といつまでも                   | 언제나 너와 함께           | 2007년 7월 26일  |
| 18화      | フラッシュ!                      | 진화하는 바쿠간            | 2007년 8월 2일   |
| 19화      | 想い出ぼろぼろ                   | 추억은 방울방울            | 2007년 8월 9일   |
| 20화      | 明日は明日の風が吹く             | 내일은 내일의 바람이 분다  | 2007년 8월 16일  |
| 21화      | 我が良き友よ                     | 다시 돌아온 파트너!        | 2007년 8월 23일  |
| 22화      | 陽はまた昇る                     | 태양은 다시 떠오른다       | 2007년 8월 30일  |
| 23화      | 内気なあいつ                     | 조를 만나다!               | 2007년 9월 6일   |
| 24화      | 年下の男の子                     | 바쿠간은 정말 싫어!        | 2007년 9월 13일  |
| 25화      | ハートのエースが出てこない       | 부탁이야 믿어줘!           | 2007년 9월 20일  |
| 26화      | バラードのように眠れ             | 고효히 잠들어라!           | 2007년 9월 27일  |
| 27화      | 落陽                             | 저무는 해                  | 2007년 10월 4일  |
| 28화      | 唇をかみしめて                   | 데스 차원으로..            | 2007년 10월 11일 |
| 29화      | 彼女と私の事情                   | 줄리는 줄리                | 2007년 10월 18일 |
| 30화      | 僕が僕であるために               | 또 한사람의 마루쵸         | 2007년 10월 25일 |
| 31화      | 夕陽が泣いている                 | 석양이 울고있다            | 2007년 11월 1일  |
| 32화      | 気になるあいつ                   | 신경쓰이는 녀석            | 2007년 11월 8일  |
| 33화      | 誰だ!                            | 누구냐!                    | 2007년 11월 15일 |
| 34화      | 闇に光を                         | 어둠 속에 빛을..           | 2007년 11월 22일 |
| 35화      | 熱き心に                         | 뜨거운 가슴에              | 2007년 11월 29일 |
| 36화      | 夏に降る雪                       | 여름에 내리는 눈           | 2007년 12월 6일  |
| 37화      | 危険なふたり                     | 위험한 두 사람!            | 2007년 12월 13일 |
| 38화      | ファイト!                        | 파이팅!!                   | 2007년 12월 20일 |
| 39화      | 終わりなき旅                     | 끝없는 여행                | 2007년 12월 27일 |
| 40화      | 今日までそして明日から           | 오늘까지! 그리고 내일부터! | 2008년 1월 3일   |
| 41화      | 氷の世界                         | 얼음의 세계                | 2008년 1월 10일  |
| 42화      | どうにもとまらない               | 멈출 수 없어               | 2008년 1월 17일  |
| 43화      | 戦士の休息                       | 전사의 휴식                | 2008년 1월 24일  |
| 44화      | 狙いうち                         | 통쾌한 역전                | 2008년 1월 31일  |
| 45화      | 冗談じゃねぇ                     | 장난이 아냐!               | 2008년 2월 7일   |
| 46화      | 男の勲章                         | 사나이의 훈장              | 2008년 2월 14일  |
| 47화      | グッド・ナイト・ベイビー         | 굿 나잇 베이비             | 2008년 2월 21일  |
| 48화      | これが私の生きる道               | 이게 바로 내가 살아갈 길!  | 2008년 2월 28일  |
| 49화      | 翼の折れたエンジェル             | 날개 꺾인 천사             | 2008년 3월 6일   |
| 50화      | 俺たちに明日は無い               | 우리에게 내일은 없다       | 2008년 3월 13일  |
| 51화      | 命燃やして                       | 목숨을 불태워라!           | 2008년 3월 20일  |
| 52화 (完) | ナンバーワン・バトルブローラーズ | 넘버원 배틀 브롤러즈       | 2008년 3월 27일  |

### 2기 뉴 베스트로이어 (2010~2011)
| 회차      | 원제                   | 한국판 제목            | 방영일           |
| --------- | ---------------------- | ---------------------- | ---------------- |
| 1화       | 新たなる旅立ち         | 새로운 여행!           | 2010년 3월 2일   |
| 2화       | シンクロニシティ       | 우연의 일치!           | 2010년 3월 9일   |
| 3화       | 我が敵は我にあり       | 나의 적은 내안에 있다! | 2010년 3월 16일  |
| 4화       | フレンズ               | 친구!                  | 2010년 3월 23일  |
| 5화       | 好敵手                 | 적수!                  | 2010년 4월 6일   |
| 6화       | 友よ                   | 친구여!                | 2010년 4월 13일  |
| 7화       | エレクトロ・ワールド   | 일렉트로 월드!         | 2010년 4월 20일  |
| 8화       | 挑戦者                 | 도전자!                | 2010년 4월 27일  |
| 9화       | 自由への扉             | 자유를 향한 문!        | 2010년 5월 4일   |
| 10화      | ラビリンス             | 미로!                  | 2010년 5월 11일  |
| 11화      | 男達のメロディー       | 남자들의 멜로디!       | 2010년 5월 18일  |
| 12화      | 仮面の男               | 가면의 남자!           | 2010년 5월 25일  |
| 13화      | 罠                     | 함정!                  | 2010년 6월 1일   |
| 14화      | 月の砂漠               | 달의 사막!             | 2010년 6월 8일   |
| 15화      | 風になれ               | 바람이 되어라!         | 2010년 6월 15일  |
| 16화      | 冷たい雨               | 차가운 비!             | 2010년 6월 22일  |
| 17화      | 黒い太陽               | 검은 태양!             | 2010년 6월 29일  |
| 18화      | 明日なき暴走           | 내일이 없는 폭주!      | 2010년 7월 7일   |
| 19화      | そして…めぐり逢い      | 그리고... 다시 만나다! | 2010년 7월 14일  |
| 20화      | 裏切りの街角           | 배반의 거리!           | 2010년 7월 21일  |
| 21화      | 誕生                   | 탄생!                  | 2010년 7월 28일  |
| 22화      | 天国と地獄             | 천국과 지옥!           | 2010년 8월 3일   |
| 23화      | うそ                   | 거짓말!                | 2010년 8월 10일  |
| 24화      | 赤い衝撃               | 붉은 충격!             | 2010년 8월 17일  |
| 25화      | 限りなき戦い           | 끝없는 싸움!           | 2010년 8월 24일  |
| 26화      | 最終決戦               | 마지막 결전            | 2010년 8월 31일  |
| 27화      | 戦いは終わらない！     | 싸움은 끝나지 않았다!  | 2010년 9월 7일   |
| 28화      | 罪と罰                 | 죄와 벌!               | 2010년 9월 14일  |
| 29화      | エメラルドの伝説       | 에메랄드의 전설!       | 2010년 9월 21일  |
| 30화      | 世界が終わる日         | 세계 멸망의 날!        | 2010년 9월 28일  |
| 31화      | 赤い運命               | 붉은 운명!             | 2010년 10월 2일  |
| 32화      | カンフーレディ         | 쿵푸 레이디!           | 2010년 10월 9일  |
| 33화      | つのる想い             | 깊어가는 마음!         | 2010년 10월 16일 |
| 34화      | 侵略者                 | 침략자!                | 2010년 10월 20일 |
| 35화      | 僕にまかせてください   | 나에게 맡겨줘!         | 2010년 10월 27일 |
| 36화      | サムライ               | 무사!                  | 2010년 11월 6일  |
| 37화      | ウォンテッド           | 지명 수배!             | 2010년 11월 13일 |
| 38화      | 華麗なる賭け           | 화려한 내기!           | 2010년 11월 20일 |
| 39화      | さらば友よ             | 안녕, 친구여!          | 2010년 11월 27일 |
| 40화      | まちぶせ               | 잠복!                  | 2010년 12월 4일  |
| 41화      | 勝利者                 | 승리자!                | 2010년 12월 11일 |
| 42화      | 親愛なる者へ           | 친애하는 자에게!       | 2010년 12월 18일 |
| 43화      | 未知なる未来へ         | 미지의 미래로!         | 2010년 12월 25일 |
| 44화      | 対決                   | 대결!                  | 2011년 1월 8일   |
| 45화      | 幸せのカタチ           | 행복의 형태!           | 2011년 1월 15일  |
| 46화      | 反逆のヒーロー         | 반역의 영웅!           | 2011년 1월 22일  |
| 47화      | さよならをするために   | 안녕을 고하기 위해!    | 2011년 1월 29일  |
| 48화      | みちづれ               | 길동무!                | 2011년 2월 5일   |
| 49화      | 仁義なき戦い           | 인정사정없는 싸움!     | 2011년 2월 12일  |
| 50화      | 最終兵器               | 최종병기!              | 2011년 2월 19일  |
| 51화      | 決戦の日               | 결전의 날!             | 2011년 2월 26일  |
| 52화 (完) | 超!最強!ウォーリアーズ | 최강! 워리어즈!        | 2011년 3월 5일   |

### 3기 건달리안 인베이더즈 (2011~2012)
| 회차      | 원제           | 한국판 제목      | 방영일           |
| --------- | -------------- | ---------------- | ---------------- |
| 1화       | 新世界         | 새로운 세계      | 2011년 4월 3일   |
| 2화       | 戦場           | 전쟁터           | 2011년 4월 10일  |
| 3화       | 出会い         | 만남             | 2011년 4월 17일  |
| 4화       | タッチダウン   | 터치 다운        | 2011년 4월 24일  |
| 5화       | ミッション     | 임무             | 2011년 5월 1일   |
| 6화       | 疑惑           | 의심             | 2011년 5월 8일   |
| 7화       | 真実           | 진실             | 2011년 5월 15일  |
| 8화       | 仲間たち       | 새 친구들        | 2011년 5월 22일  |
| 9화       | 奪取           | 잠입             | 2011년 5월 29일  |
| 10화      | 闇の扉         | 어둠의 기억      | 2011년 6월 5일   |
| 11화      | メッセンジャー | 전령             | 2011년 6월 12일  |
| 12화      | 炎のさだめ     | 불꽃의 운명      | 2011년 6월 26일  |
| 13화      | 変身           | 변신             | 2011년 7월 3일   |
| 14화      | 最前線         | 첫 대결          | 2011년 7월 10일  |
| 15화      | 電光石火       | 전광석화         | 2011년 7월 17일  |
| 16화      | 反撃           | 반격             | 2011년 7월 24일  |
| 17화      | 復活           | 부활             | 2011년 7월 31일  |
| 18화      | 夢芝居         | 마지막 무대      | 2011년 8월 7일   |
| 19화      | 暗躍           | 숨은 움직임      | 2011년 8월 14일  |
| 20화      | 夢             | 꿈               | 2011년 8월 21일  |
| 21화      | 反逆           | 반역             | 2011년 8월 28일  |
| 22화      | テイク・オフ   | 테이크 오프      | 2011년 9월 4일   |
| 23화      | 脱出           | 탈출             | 2011년 9월 11일  |
| 24화      | 出陣           | 출격             | 2011년 9월 18일  |
| 25화      | 禁断の果て     | 금단의 힘        | 2011년 9월 25일  |
| 26화      | 想い           | 마음             | 2011년 10월 2일  |
| 27화      | 嵐             | 폭풍             | 2011년 10월 9일  |
| 28화      | そして         | 끝나지 않는 싸움 | 2011년 10월 23일 |
| 29화      | 試練           | 시험             | 2011년 10월 30일 |
| 30화      | 史上最大の作戦 | 건달디아 돌입    | 2011년 11월 6일  |
| 31화      | 光と影         | 빛과 그림자      | 2011년 11월 13일 |
| 32화      | 救出           | 구출             | 2011년 11월 20일 |
| 33화      | 虜             | 포로             | 2011년 11월 27일 |
| 34화      | 進化           | 진화             | 2011년 12월 4일  |
| 35화      | 記憶           | 기억             | 2011년 12월 11일 |
| 36화      | 帰還           | 귀환             | 2011년 12월 25일 |
| 37화      | 刺客           | 자객             | 2012년 1월 8일   |
| 38화      | イヴ           | 이브             | 2012년 1월 15일  |
| 39화 (完) | 最後の戦士     | 최후의 전사      | 2012년 1월 22일  |

### 4기 메크타늄 서지 (캐나다, 미국 방영)
| 회차 | 제목                     | 방영일                                        |
| ---- | ------------------------ | --------------------------------------------- |
| 1화  | Interspace Showdown      | 2011년 2월 13일(캐나다) 2011년 3월 5일(미국)  |
| 2화  | Mechtogan Mayhem         | 2011년 2월 20일(캐나다) 2011년 3월 12일(미국) |
| 3화  | Disconnect               | 2011년 2월 27일(캐나다) 2011년 3월 12일(미국) |
| 4화  | Fall From Grace          | 2011년 3월 6일(캐나다) 2011년 3월 26일(미국)  |
| 5화  | Tri-Twister Take Down    | 2011년 3월 13일(캐나다) 2011년 4월 2일(미국)  |
| 6화  | Agony of Defeat          | 2011년 3월 20일(캐나다) 2011년 4월 9일(미국)  |
| 7화  | BakuNano Explosion       | 2011년 3월 27일(캐나다) 2011년 4월 9일(미국)  |
| 8화  | Return to New Vestroia   | 2011년 4월 3일(캐나다) 2011년 4월 16일(미국)  |
| 9화  | Chaos Control            | 2011년 4월 10일(캐나다) 2011년 4월 21일(미국) |
| 10화 | A Royale Pain            | 2011년 4월 17일(캐나다) 2011년 4월 28일(미국) |
| 11화 | Back in Sync             | 2011년 5월 1일(캐나다) 2011년 5월 7일(미국)   |
| 12화 | Mind Search              | 2011년 5월 8일(캐나다) 2011년 5월 14일(미국)  |
| 13화 | Reconnection             | 2011년 5월 15일(캐나다) 2011년 5월 21일(미국) |
| 14화 | Triple Threat            | 2011년 5월 22일(캐나다) 2011년 6월 28일(미국) |
| 15화 | Interspace Under Siege   | 2011년 5월 29일(캐나다) 2011년 6월 4일(미국)  |
| 16화 | A Hero Returns           | 2011년 6월 5일(캐나다) 2011년 6월 11일(미국)  |
| 17화 | Gundalia Under Fire      | 2011년 6월 12일(캐나다) 2011년 6월 18일(미국) |
| 18화 | Battle Lines             | 2011년 6월 19일(캐나다) 2011년 6월 25일(미국) |
| 19화 | Unlocking the Gate       | 2011년 6월 26일(캐나다) 2011년 7월 2일(미국)  |
| 20화 | True Colors              | 2011년 7월 3일(캐나다) 2011년 7월 9일(미국)   |
| 21화 | Dangerous Beauty         | 2011년 7월 10일(캐나다) 2011년 7월 16일(미국) |
| 22화 | Unfinished Business      | 2011년 7월 17일(캐나다) 2011년 7월 23일(미국) |
| 23화 | Behind the Mask          | 2011년 7월 24일(캐나다) 2011년 7월 30일(미국) |
| 24화 | Interspace Armageddon    | 2011년 7월 31일(캐나다) 2011년 8월 6일(미국)  |
| 25화 | Dark Moon                | 2011년 8월 7일(캐나다) 2011년 8월 13일(미국)  |
| 26화 | The Final Takedown       | 2011년 8월 14일(캐나다) 2011년 8월 20일(미국) |
| 27화 | Evil Arrival             | 2011년 9월 10일                               |
| 28화 | Wiseman Cometh           | 2011년 9월 17일                               |
| 29화 | Mysterious Bond          | 2011년 9월 24일                               |
| 30화 | The Prodigal Bakugan     | 2011년 10월 1일                               |
| 31화 | Combination Impossible   | 2011년 10월 8일                               |
| 32화 | Enemy Allies             | 2011년 10월 15일                              |
| 33화 | Battle for Bakugan Land  | 2011년 10월 22일                              |
| 34화 | Gunz Blazing             | 2011년 10월 29일                              |
| 35화 | Battle Suit Bash         | 2011년 11월 5일                               |
| 36화 | Countdown to Doomsday    | 2011년 11월 12일                              |
| 37화 | The Eve of Extermination | 2011년 11월 19일                              |
| 38화 | Jump to Victory          | 2011년 11월 26일                              |
| 39화 | Enemy Infiltration       | 2011년 12월 3일                               |
| 40화 | Gunz Lives               | 2011년 12월 10일                              |
| 41화 | Evil Evolution           | 2011년 12월 17일                              |
| 42화 | Evil vs. Evil            | 2011년 12월 31일                              |
| 43화 | Doom Dimension Throwdown | 2012년 1월 7일                                |
| 44화 | Blast from the Past      | 2012년 1월 7일                                |
| 45화 | Beginning of the End     | 2012년 1월 7일                                |
| 46화 | End of the Line          | 2012년 1월 26일                               |

### 바쿠간 배틀 플래닛 (2019~2020)
| 회차 | 한국판 제목                                        | 방송 일자                                         |
| ---- | -------------------------------------------------- | ------------------------------------------------- |
| 1화  | 바쿠간 고!바쿠간 배틀!                             | 2019년 7월 21일(특별 방송) 2019년 8월 2일(본방송) |
| 2화  | 햄버거 패닉!말썽꾼 삼둥이                          | 2019년 7월 21일(특별 방송) 2019년 8월 9일(본방송) |
| 3화  | 신디우스파트너!                                    | 2019년 8월 16일                                   |
| 4화  | 바쿠간 금지령!페가트릭스                           | 2019년 8월 23일                                   |
| 5화  | 새로운 멤버바쿠간 사냥꾼!                          | 2019년 8월 30일                                   |
| 6화  | 수다쟁이 아튜린스타 탄생!                          | 2019년 9월 6일                                    |
| 7화  | 엑시트우리의 필드를 돌려줘!                        | 2019년 9월 13일                                   |
| 8화  | 루피세온왜 그래, 단!?                              | 2019년 9월 20일                                   |
| 9화  | 황금빛 만남바쿠간 가정교사                         | 2019년 9월 27일                                   |
| 10화 | 매그너스수수께끼의 SOS                             | 2019년 10월 4일                                   |
| 11화 | 뜻밖의 방문자검객 샤르고                           | 2019년 10월 11일                                  |
| 12화 | 한밤의 비밀준은 보내지 않아!                       | 2019년 10월 18일                                  |
| 13화 | 수상한 도전자거대한 음모                           | 2019년 10월 25일                                  |
| 14화 | 메이즈에서수수께끼 생명체                          | 2019년 11월 1일                                   |
| 15화 | 꼬마꼬마 정글어썸원 VS 어썸원                      | 2019년 11월 9일                                   |
| 16화 | 사악한 적하이퍼 드래곤                             | 2019년 11월 16일                                  |
| 17화 | 메이즈 탈출골칫덩이 커브                           | 2019년 11월 23일                                  |
| 18화 | 뜻밖의 손님하이퍼 하이드로스                       | 2019년 11월 30일                                  |
| 19화 | 아빠의 메모리다시 만난 듀란                        | 2019년 12월 7일                                   |
| 20화 | 코어 셀을 찾아라!윈튼의 위기                       | 2019년 12월 14일                                  |
| 21화 | 영웅의 비밀라이트닝의 모험                         | 2019년 12월 21일                                  |
| 22화 | 어썸원 바쿠로즈단! 부활!                           | 2019년 12월 28일                                  |
| 23화 | 위험한 권유?!잠입 개시!!                           | 2020년 1월 4일                                    |
| 24화 | 코어 셀을 지켜라!아니무스의 비밀                   | 2020년 1월 11일                                   |
| 25화 | 바쿠간 폭주!거짓된 유토피아                        | 2020년 1월 18일                                   |
| 26화 | 어썸원 VS 아니무스 (전편)어썸원 VS 아니무스 (후편) | 2020년 1월 25일                                   |
| 27화 | 새로운 모험키노를 구하자!                          | 2020년 2월 1일                                    |
| 28화 | 갑작스런 사고!어린 황제 브라켄                     | 2020년 2월 8일                                    |
| 29화 | 변장 대작전!리아의 결혼?!                          | 2020년 2월 15일                                   |
| 30화 | 다시 나타낸 매그너스황금 바쿠간 피라비온!          | 2020년 2월 22일                                   |
| 31화 | 마일스의 섬집념의 사나이                           | 2020년 2월 29일                                   |
| 32화 | 마일스의 기억폭주하는 힘!                          | 2020년 3월 7일                                    |
| 33화 | 수수께끼의 메시지다시 나타난 티코!!                | 2020년 3월 14일                                   |
| 34화 | 변해버린 스트라타중요한 단서                       | 2020년 3월 21일                                   |
| 35화 | 새로운 황금 바쿠간타리노의 진실                    | 2020년 3월 28일                                   |
| 36화 | 타이탄 니리어스꼭두각시 인형                       | 2020년 4월 4일                                    |
| 37화 | 코어셀 공방전!!타이탄 드래곤노이드                 | 2020년 4월 11일                                   |
| 38화 | 검은 그림자달라진 벤튼                             | 2020년 4월 18일                                   |
| 39화 | 힙합 스타일 브라키스탄!이상야릇한 재판!!           | 2020년 4월 25일                                   |
| 40화 | 바다 위의 전투!!피라비온의 오해                    | 2020년 5월 2일                                    |
| 41화 | 진실을 찾아서!티코? 벤튼!?                         | 2020년 5월 9일                                    |
| 42화 | 바쿠간 회수 운동?!새로운 시작!                     | 2020년 5월 16일                                   |
| 43화 | 내가 바로 프린세스!카이트의 요새                   | 2020년 5월 23일                                   |
| 44화 | 돌아온 마일스요새 함락!                            | 2020년 5월 30일                                   |
| 45화 | 골드 바쿠간 골렘타리노 구출작전!                   | 2020년 6월 6일                                    |
| 46화 | 한 가지 방법타리노 몸속                            | 2020년 6월 13일                                   |
| 47화 | 돌아오지 않는 둘티코의 진실                        | 2020년 6월 20일                                   |
| 48화 | 카이트의 후계자다시 뭉친 엑시트!                   | 2020년 6월 27일                                   |
| 49화 | 최후의 싸움드래곤노이드 막시무스                   | 2020년 7월 4일                                    |
| 50화 | 빛영원한 우정                                      | 2020년 7월 11일                                   |

### 바쿠간 배틀 바쿠기어 (2020~2021)
| 회차 | 한국판 제목                                          | 방송 일자        |
| ---- | ---------------------------------------------------- | ---------------- |
| 1화  | 정체불명의 소년골드바쿠간 패롤                       | 2020년 9월 9일   |
| 2화  | 바쿠기어바쿠간 록                                    | 2020년 9월 10일  |
| 3화  | 그란츠파이브라이트닝 학교에 가다                     | 2020년 9월 16일  |
| 4화  | 트러블버스터어썸원 해산!?                            | 2020년 9월 17일  |
| 5화  | 괴도 스톰 등장괴도 에이든의 도전                     | 2020년 9월 23일  |
| 6화  | 샤이나의 여왕님 레슨어썸원 영화 데뷔!                | 2020년 9월 24일  |
| 7화  | 나의 웨범!어둠의 니리어스                            | 2020년 9월 30일  |
| 8화  | 벤튼의 계획고대 바쿠간 길레이터                      | 2020년 10월 1일  |
| 9화  | 내가 바쿠간이고 바쿠간이 나브라질에서 온 소년        | 2020년 10월 7일  |
| 10화 | 고스트 브롤러즈밀착 라이트닝                         | 2020년 10월 8일  |
| 11화 | 매그너스의 사건일지 (전편)매그너스의 사건일지 (후편) | 2020년 10월 14일 |
| 12화 | 어썸원의 바쿠간 합숙에이든의 비밀                    | 2020년 10월 15일 |
| 13화 | 개막! 바쿠게임!샤이나의 복수                         | 2020년 10월 21일 |
| 14화 | 바쿠간 쿵후누가 더 인기 폭발!?                       | 2020년 10월 22일 |
| 15화 | 수수께끼의 복수자원틴 VS 리아                        | 2020년 10월 28일 |
| 16화 | 친구와의 싸움괴도와 브롤러                           | 2020년 10월 29일 |
| 17화 | 결승! 단VS에이든밝혀지는 비밀                        | 2020년 11월 4일  |
| 18화 | 우주 최악의 수배자 하빅크로스 바쿠간                 | 2020년 11월 11일 |
| 19화 | 리아, 감독 데뷔!?퀸 에보니                           | 2020년 11월 18일 |
| 20화 | 바쿠간을 지키는 여자 소피열차에서의 사투             | 2020년 11월 25일 |
| 21화 | 어둠의 상인, 머큐돌아온 사냥꾼                       | 2020년 12월 2일  |
| 22화 | 굿바이 괴도 (전편)굿바이 괴도 (후편)                 | 2020년 12월 9일  |
| 23화 | 하빅의 도전장 (전편)하빅의 도전장 (후편)             | 2020년 12월 16일 |
| 24화 | 이상한 어썸원표적의 된 카이트                        | 2020년 12월 23일 |
| 25화 | 윈튼은 외계인바쿠간 축구                             | 2020년 12월 30일 |
| 26화 | 준의 바람폭풍전야                                    | 2020년 12월 31일 |
| 27화 | ???                                                  | ????년 ?월 ?일   |
| 28화 | ???                                                  | ????년 ?월 ?일   |
| 29화 | ???                                                  | ????년 ?월 ?일   |
| 30화 | ???                                                  | ????년 ?월 ?일   |
| 31화 | ???                                                  | ????년 ?월 ?일   |
| 32화 | ???                                                  | ????년 ?월 ?일   |
| 33화 | ???                                                  | ????년 ?월 ?일   |
| 34화 | ???                                                  | ????년 ?월 ?일   |
| 35화 | ???                                                  | ????년 ?월 ?일   |
| 36화 | ???                                                  | ????년 ?월 ?일   |
| 37화 | ???                                                  | ????년 ?월 ?일   |
| 38화 | ???                                                  | ????년 ?월 ?일   |
| 39화 | ???                                                  | ????년 ?월 ?일   |
| 40화 | ???                                                  | ????년 ?월 ?일   |
| 41화 | ???                                                  | ????년 ?월 ?일   |
| 42화 | ???                                                  | ????년 ?월 ?일   |
| 43화 | ???                                                  | ????년 ?월 ?일   |
| 44화 | ???                                                  | ????년 ?월 ?일   |
| 45화 | ???                                                  | ????년 ?월 ?일   |
| 46화 | ???                                                  | ????년 ?월 ?일   |
| 47화 | ???                                                  | ????년 ?월 ?일   |
| 48화 | ???                                                  | ????년 ?월 ?일   |
| 49화 | ???                                                  | ????년 ?월 ?일   |
| 50화 | ???                                                  | ????년 ?월 ?일   |
| 51화 | ???                                                  | ????년 ?월 ?일   |
| 52화 | ???                                                  | ????년 ?월 ?일   |

## 제품 정보

### 1기 제품
모노팩 시리즈
- 드래고노이드(불, 물, 빛, 어둠, 흙, 바람)
- 사우러스(불, 물, 빛, 어둠, 흙, 바람)
- 스콜피온(불, 물, 빛, 어둠, 흙)
- 센티피드(불, 물, 빛, 어둠, 흙)
- 그리폰(불, 물, 빛, 어둠, 흙)
- 타이그리스(불, 물, 빛, 어둠, 흙, 바람)
- 프레데터(불, 물, 빛, 어둠, 흙, 바람)
- 골렘(불, 물, 빛, 어둠, 흙, 바람)
- 피닉스(불, 물, 빛, 어둠, 흙, 바람)
- 메테오 드래고노이드(불, 물, 빛, 어둠, 흙)
- 듀얼 히드라(불, 물, 빛, 어둠, 흙)

캐릭터 키트 시리즈
- 단오키트(불)
  - 드래고노이드
  - 사우러스
  - 서펜트
- 르노키트(빛)
  - 저거노트
  - 사우러스
  - 그리폰
- 마루쵸키트(물)
  - 랩터
  - 저거노트
  - 게리슨
- 줄리키트(흙)
  - 레이저맨
  - 스콜피온
  - 센티피드
- 카이저키트(어둠)
  - 센티피드
  - 슈레더
  - 루시퍼
- 슌키트(바람)
  - 피닉스
  - 루시퍼
  - 랩터
- 스페셜 세트(Vol.1)
  - 타이그리스
  - 프레데터
  - 골렘

토너먼트팩 시리즈
- 토너먼트팩 Ver 1.0(불, 물, 빛, 어둠, 흙, 바람)
  - 게리슨
  - 루시퍼
  - 슈레더
- 토너먼트팩 Ver 2.0(불, 물, 빛, 어둠, 흙, 바람)
  - 서펜트
  - 저거노트
  - 랩터
- 토너먼트팩 Ver 3.0(불, 물, 빛, 어둠, 흙)
  - 레이저맨
  - 센티피드
  - 그리폰

배틀팩 시리즈
- 배틀팩 Ver 1.0(불 VS 물, 빛 VS 어둠)
  - 게리슨
  - 루시퍼
  - 슈레더
- 배틀팩 Ver 2.0(불 VS 빛, 흙 VS 어둠)
  - 서펜트
  - 저거노트
  - 랩터
- 배틀팩 Ver 3.0(불 VS 어둠, 물 VS 빛)
  - 레이저맨
  - 센티피드
  - 그리폰

### 2기 제품
부스터팩 시리즈
- 드래고노이드(불)
- 샤이먼(빛)
- 엘핀(물)
- 윌더(흙)
- 잉그램(바람)
- 퍼시벌(어둠)
- 헬리오스(불)
- 브론테스(빛)
- 베가(물)
- 발칸(흙)
- 알타일(바람)
- 하데스(어둠)

스타터팩 시리즈
- 단오키트(불)
  - 드래고노이드
  - 카오스 드래고노이드
  - 파브닐
- 바론키트(빛)
  - 샤이먼
  - 블레이드 타이그리스
  - 라즈리온
- 마루쵸키트(물)
  - 엘핀
  - 프레데터 디아블로
  - 프로시
- 미라키트(흙)
  - 윌더
  - 해머 골렘
  - 크레이프
- 슌키트(바람)
  - 잉그램
  - 스톰 피닉스
  - 오베론
- 에이스키트(어둠)
  - 퍼시벌
  - 알파드 히드라
  - 엑시드라
- 헥스키트 1(불, 빛, 바람)
  - 헬리오스
  - 브론테스
  - 알타일
- 헥스키트 2(어둠, 물, 흙)
  - 하데스
  - 베가
  - 발칸

### 배틀 플래닛, 바쿠기어 제품
일반 상품
- BBP 001 드래곤노이드
- BBP 002 티렉스
- BBP 003 페가트릭스
- BBP 004 니리어스
- BBP 005 하울커DX
- BBP 006 캐리어 세트
  - 니리어스
- BBP 007 배틀 아레나
  - 아쿠오스 드래곤노이드
- BBP 008 카드게임 스타터
  - 하오스 하울커DX
  - 드래곤노이드
  - 오레러스 페가트릭스
- BBP 009 하이드로스
- BBP 010 파이러스 서펜테지DX
- BBP 011 맨토노이드
- BBP 012 니리어스DX
- BBP 013 신디우스
- BBP 014 드래곤노이드DX
- BBP 015 페가트릭스DX
- BBP 016 스타터 팩 Vol.1
  - 하오스 하이드로스DX
  - 다커스 드래곤노이드
  - 아쿠오스 티렉스
- BBP 017 스타터 팩 Vol.2
  - 다커스 맨토노이드DX
  - 파이러스 팬골
  - 오레러스 니리어스
- BBP 018 서펜테지
- BBP 019 고티온
- BBP 020 하이드로스DX
- BBP 021 티렉스DX
- BBP 022 커브
- BBP 023 신디우스DX
- BBP 024 가가노이드DX
- BBP 025 맨토노이드DX
- BBP 026 타토니엄
- BBP 027 하이퍼 드래곤노이드DX
- BBP 028 배틀 팩(5볼) Vol.1
  - 파이러스 히드라노이드DX
  - 벤투스 파이드로스DX
  - 바이스록스
  - 다커스 페가트릭스
  - 오레러스 맨토노이드
- BBP 029 스콜플러스
- BBP 030 팬골DX
- BBP 031 맥스타우러DX
- BBP 032 스타터 팩 Vol.3
  - 벤투스 바이스록스DX
  - 다커스 고티온
  - 하오스 파이드로스
- BBP 033 타리노
- BBP 034 피라비온DX
- BBP 035 루피세온DX
- BBP 036 카드게임 스타터 Vol.2
  - 오레러스 노빌리어스DX
  - 하오스 타리노
  - 파이러스 맨토노이드
- BBP 037 바이스록스DX
- BBP 038 아쿠오스 타토니엄DX
- BBP 039 히드라노이드
- BBP 040 웨범DX
- BBP 041 클로프트
- BBP 042 골렘DX
- BBP 043 타리노DX
- BBG 044 드래곤노이드DX 바쿠기어
- BBG 045 하이드로스DX 바쿠기어
- BBG 046 티렉스DX 바쿠기어
- BBG 047 페가트릭스DX 바쿠기어
- BBG 048 니리어스DX 바쿠기어
- BBG 049 하울커DX 바쿠기어

특별 상품
- BEX 001 드래곤노이드 막시무스
  - 타이탄 드래곤노이드

## 주제가

### 제1기
- 1쿨 오프닝 :「넘버원 배틀 브롤러즈(ナンバーワン・バトルブローラーズ)」 (1~30화) 노래 : 사이킥 러버
- 2쿨 오프닝 : 「압도적인∞Generation(ブッちぎり∞ジェネレーション)」 (31~52화) 노래 : 사이킥 러버
- 1쿨 엔딩 : 「Air Drive」 (1~26화) 노래 : Elephant Girl
- 2쿨 엔딩 : 「헬로(ハロー)」 (27~52화) 노래 : 더☆본

### 제2기
- 오프닝 : 「초! 최강 워리어즈(超!最強!ウォーリアーズ)」 (1~52화) 노래: 사이킥 러버
- 1쿨 엔딩 : 「BANG! BANG! BAKUGAN」 (1~13, 52화) 노래 : 우시마 요시후미
- 2쿨 엔딩 : 「Communication breakdown」 (14~51화) 노래 : Crush Tears

### 제3기
- 1쿨 오프닝 : 「Ready Go!」 (1~13화) 노래 : Sissy
- 2쿨 오프닝 : 「메카 메타(めが・めた)」 (14~39화) 노래 : 단(코바야시 유우)
- 1쿨 엔딩 : 「Love the music」 (1~13화) 노래 : LISP Feat. 단
- 2쿨 엔딩 : 「Tan-Kyu-Shin」 (14~31화) 노래 : KREYA
- 3쿨 엔딩 : 「사랑×GO! 용기×GO!(愛×GO! 勇×GO!)」 (32~39화) 노래 : TAKUYA

### 배틀 플래닛

#### 일본
- 오프닝 : 「정열 잼버리(情熱ジャンボリー)」

아티스트: HiHi Jets
작사: MiNE
작곡: 카와구치 스스무, MiNE, Atsushi Shimada
편곡: Atsushi Shimada / Peach
- 엔딩 : 「BE MY STORY」

아티스트: HiHi Jets
작곡·편곡: 나카무라 타카히토
편곡: Dr.Dalmatian

#### 대한민국
- 여는곡·닫는곡: [We Are one]

작사: 1월 8일
작곡·편곡: 이소영
노래: 손우진